# Guimarotodus inflatus
Guimarotodus inflatus és una espècie extinta de mamífer driolèstide de la família dels driolèstids que visqué a Europa durant el Juràssic superior, fa entre 152,1 i 157,3 milions d'anys. Se n'han trobat restes fòssils a Portugal. Es tracta de l'única espècie del gènere Guimarotodus. El mode de canvi de les dents era el mateix que en els teris. El nom genèric Guimarotodus significa 'dent de Guimarota', mentre que el nom específic inflatus significa 'inflat' en llatí.